# Episodi di Kazinsky
Questa voce contiene trame, dettagli e crediti dei registi e degli sceneggiatori dell'unica stagione della serie televisiva Kazinsky
Negli Stati Uniti, la serie è andata in onda sulla CBS. L'episodio pilota è stato trasmesso per la prima volta il 14 aprile 1978. Gli altri episodi sono stati trasmessi dal 10 settembre 1978 al 22 aprile 1979.
In Italia, la serie è andata in onda dal giugno 1982 su Rete 4.
| nº | Titolo originale                                     | Titolo italiano                | Prima TV USA      | Prima TV Italia |
| -- | ---------------------------------------------------- | ------------------------------ | ----------------- | --------------- |
| 1  | Kaz                                                  |                                | 14 aprile 1978    |                 |
| 2  | A Little Shuck and a Whole Lotta Jive                |                                | 10 settembre 1978 |                 |
| 3  | Verdict in Department 12                             |                                | 24 settembre 1978 |                 |
| 4  | A Case of Class                                      |                                | 1 ottobre 1978    |                 |
| 5  | The Slow Man                                         |                                | 8 ottobre 1978    |                 |
| 6  | No Way to Treat a Lady                               | Non si tratta così una signora | 15 ottobre 1978   |                 |
| 7  | Who's on First... and Sixth?                         |                                | 29 ottobre 1978   |                 |
| 8  | Which Side Are You On?                               | Da che parte stai?             | 5 novembre 1978   |                 |
| 9  | In a Safe Place                                      |                                | 26 novembre 1978  |                 |
| 10 | A Fine Romance                                       |                                | 3 dicembre 1978   |                 |
| 11 | Kaz and the Kid                                      |                                | 17 dicembre 1978  |                 |
| 12 |                                                      |                                | 14 gennaio 1979   |                 |
| 13 | A Case of Murder                                     | Un caso di omicidio            | 21 gennaio 1979   | 15 luglio 1982  |
| 14 | Conspiracy in Blue o The Blue Mafia                  |                                | 28 gennaio 1979   |                 |
| 15 | Kazinski Versus Bennett                              |                                | 4 febbraio 1979   |                 |
| 16 | The Stalking Man                                     |                                | 11 febbraio 1979  |                 |
| 17 | Trouble on the South Side o It's Libel to Be Trouble |                                | 25 febbraio 1979  |                 |
| 18 | Count Your Fingers                                   |                                | 4 marzo 1979      |                 |
| 19 | A Piece of Cake                                      |                                | 11 marzo 1979     |                 |
| 20 | They've Taken Our Daughter                           | Ridateci nostra figlia         | 25 marzo 1979     | 1º agosto 1982  |
| 21 | A Fool for a Client                                  |                                | 8 aprile 1979     |                 |
| 22 | The Battered Bride                                   |                                | 15 aprile 1979    |                 |
| 23 | The Avenging Angel                                   |                                | 22 aprile 1979    |                 |